# Cynomops abrasus
Cynomops abrasus (Temminck, 1827) è un pipistrello della famiglia dei Molossidi diffuso nell'America meridionale.

## Descrizione

### Dimensioni
Pipistrello di piccole dimensioni, con la lunghezza totale tra 11,5 e 136 mm, la lunghezza dell'avambraccio tra 41 e 49 mm, la lunghezza della coda tra 34 e 37 mm, la lunghezza del piede di 13 mm, la lunghezza delle orecchie tra 18,5 e 19 mm e un peso fino a 44 g.

### Aspetto
La pelliccia è corta e vellutata. Una zona ricoperta densamente di peli più scuri delle membrane alari è presente tra l'estremità dell'avambraccio, il polso e il quarto dito. Il colore generale del corpo è marrone scuro, brunastro o castano. Il muso è largo, elevato e piatto sul dorso, privo di pieghe cutanee sulle labbra e con il mento largo e dal profilo arrotondato. Le orecchie sono corte, triangolari, con l'estremità arrotondata, ben separate tra loro e con il margine anteriore ripiegato in avanti. Il trago è corto, triangolare e con la base larga, nascosto dietro l'antitrago, il quale  è grande e squadrato, con gli angoli arrotondati. Le ali sono attaccate posteriormente sulla tibia poco sopra le caviglie. La coda è lunga e tozza e si estende per più della metà oltre l'ampio uropatagio. Il cariotipo è 2n=34 FNa=60.

## Biologia

### Comportamento
Si rifugia tra le fronde delle palme, sotto i tetti di case, nelle grotte e nelle cavità degli alberi.

### Alimentazione
Si nutre di insetti catturati in volo.

### Riproduzione
Femmine gravide sono state catturate in Brasile nel mese di gennaio.

## Distribuzione e habitat
Questa specie è diffusa nell'America meridionale fino all'Argentina settentrionale.
Vive nelle foreste tropicali sempreverdi umide fino a 150 metri di altitudine.

## Tassonomia
Sono state riconosciute 4 sottospecie:
- C.a.abrasus: Brasile orientale;
- C.a.brachymeles (Peters, 1865): Colombia occidentale e meridionale, Ecuador, Perù settentrionale e orientale, Brasile occidentale, Bolivia settentrionale;
- C.a.cerastes (Thomas, 1901): Paraguay, Argentina settentrionale;
- C.a.mastivus (Thomas, 1911): Venezuela meridionakle ed orientale, Guyana, Suriname, Guyana francese.

## Conservazione
La IUCN Red List, nonostante sia ampaimento diffuso ma con poche informazioni circa lo stato della popolazione e irequisiti ambientali, classifica C.abrasus come specie con dati insufficienti (DD).